# Jasódhara
Jasódhara (páli) nebo Jašódhara (sanskrt) („přinášející slávu“), dcera Suppabuddhy (v sans. Suprabudddhy, dle jiných zdrojů jakéhosi Mahánámi, a manželka Siddhatthy Gótamy (Siddhárty Gautamy), později nazývaného jako Buddha. Je také známá pod jmény Ráhulamátá, Bhaddhakaččáná, Bhaddhakaňčáná, Bimbadéví a pravděpodobně i Bimbasundarí.
Následující článek je spíše hagiografií - biografií, jejímž hlavním úkolem je posluchače poučit, nežli je informovat o skutečných událostech. Zdrojem níže uvedených životopisných údajů je pálijský kánon a jeho komentáře. I když většina údajů může odpovídat skutečnosti, je též pravděpodobně, že některé informace byly upraveny tak, aby sloužily k duchovnímu poučení.

## Minulé životy
V pálijském kánonu a jeho komentářích lze nalézt životopisy mnoha významných Buddhových žáků. Pro tyto příběhy je typické, že v souladu se zákonem příčiny a následku (v páli kammy, v sanskrtu karmy) jsou k událostem z přítomnosti často uváděny příběhy z minulých životů, aby tak byly osvětleny příčiny, které vedly k popisovaným událostem. Ohledně Jasódhary můžeme v pálijském kánonu nalézt popis dvou významných událostí, které vysvětlují, proč se stala manželkou Siddhatthy Gótamy a proč později jako mniška získala výjimečné nadpřirozené schopnosti.

### Příběh z časů buddhy Dípankary
Budoucí Jasódhara se zrodila jako dívka jménem Sumittá v brahmánské rodině žijící ve městě Amaravatí. Toto město jednoho dne navštívil Buddha Dípankara se svými mnichy. Jeho příchod očekávaly zástupy obyvatel Amaravatí, byl přítomen i asketa Sumédho (budoucí Siddhattha Gótama), který žil ve své poustevně na úpatí Himálaje. Klíčová událost se odehrála v okamžiku, kdy se asketa Sumédho chystal pronést přání stát se Buddhou (rozuměj sammásambuddhou) v přítomnosti tehdejšího Buddhy Dípankary. V tomto okamžiku došlo k rozhodujícímu setkání mezi asketou Sumédhou a dívkou jménem Sumittá:
Zatímco Sumédha se chystal pronést své rozhodnutí dosáhnout buddhovství, mladá bráhmanská dívka jménem Sumittá přišla, aby se přidala k lidem, kteří se shromažďovali kolem Buddhy Dípankary. Přinesla s sebou osm lotosových květů, aby s nimi uctila Buddhu. Když se dostala doprostřed davu, jakmile její oči padly na Sumédhu, byla okamžitě zasažena obrovskou láskou. Chtěla mu nabídnout nějaký dar, avšak neměla nic jiného než těch osm lotosových květů. Tudíž mu řekla: „Vznešený poustevníku, daruji ti pět lotosových květů, takže je smíš nabídnout Buddhovi sám za sebe. Zbylé tři květy jsou mým vlastním darem Buddhovi.“ Potom podala pět lotosových květů Sumédhovi a vyjádřila své přání říkajíc: „Ctihodný poustevníku, během období, kdy budeš naplňovat dokonalosti, ať jsem ti životní partnerkou.“
Sumédha přijal lotosové květy od mladé slečny a nabídl je Buddhovi Dípankárovi, který se k nim přiblížil, a vyjádřil přání dosáhnout dokonalé sebeosvícení.
Když Buddha pozoroval scénu, která se odehrála mezi Sumédhou a Sumittou, uprostřed zástupu lidí učinil následující předpověď:
„Sumédho, tato dívka Sumittá, bude tvou partnerkou, která s tebou bude sdílet život, pomáhat ti s odhodlanou vroucností a pomocí pro tvou realizaci buddhovství. Bude k tobě milá každou svou myšlenkou, slovem i skutky. Bude půvabná ve svém vzezření, příjemná, líbezná ve hlase a potěšení pro srdce. Ve tvém zjevení se jako Buddha, v tvé poslední existenci, stane se ženským žákem, který obdrží tvé duchovní dědictví arahatství kompletně s nadpřirozenými psychickými schopnostmi.“

### V době buddhy Padumuttary
Budoucí Jasódhara se narodila do bohaté rodiny ve městě Hamsávatí během času Buddhy Padumuttary. Když byla přítomna kázání Buddhy, uviděla mnišku (bhikkhuní), která byla Buddhou označena za nejpřednější bhikkhuní v dosažení obrovských nadpřirozených schopností. Potom, kdy učinila výjimečné obdarování, aspirovala na tento titul. Buddha Padumuttara předpověděl, že kýženého cíle dosáhne v daleké budoucnosti za časů Gótamy Buddhy. Uvádí se, že dosažení vytčeného cíle jí mělo trvat stotisíc životních cyklů (kappa), po tu dobu se měla střídavě rodit v říši dévů a lidských bytostí.

## Poslední život

### Narození, manželství s princem Siddhatthou a vstup do mnišského řádu

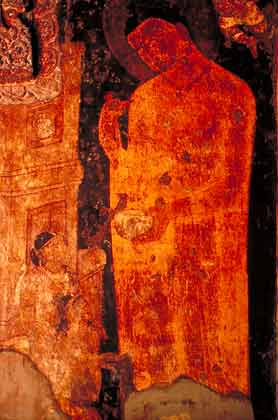
Buddha s Jasódharou a jejich synem Ráhulou (vlevo dole)

Během času Gótamy Buddhy se narodila jako dcera prince z rodu Sákjů jménem Suppabuddha, který byl strýcem budoucího Buddhy, dle jiných zdrojů jeho děd z matčiny strany. Byla pojmenována jako Jasódhara.
Když dospěla (údajně ve věku 16 let), byla provdána za stejně starého prince Siddhatthu, budoucího Buddhu a stala se hlavní královnou. Podle legendy jí Siddhattha získal vítězstvím ve sportovní soutěži ženitbychtivých mladíků mimo jiné i vynikající střelbou z luku svého předka Síhahanu (v sans. Sinhahanua - překl. Lví čelist); nikdo z ostatních soutěžících nebyl s to tento luk ani pozdvihnout, natož ještě nasadit šíp, napnout tětivu a vystřelit. Ve 29 letech mu porodila syna Ráhulu. Právě v noci, když porodila Ráhulu, se princ Siddhattha vzdal rodinného života a odešel ze sídelního města Kapilavatthu hledat dokonalé probuzení - osvobození ze strasti a věčného přerozování.
I když se mnoho princů ucházelo o její ruku, odmítala všechny nabídky k sňatku a žila stále věrná svému manželovi. Když se doslechla, že její manžel vede život poustevníka, zbavila se všech svých šperků a nosila jednoduché žluté roucho. Později, když Siddhattha po šestiletém zápasu dosáhl dokonalého probuzení u paty stromu Mahábódhi a následně začal hlásat objevené učení, navštívil po nějaké době i své bývalé sídelní město Kapilavatthu.
Při této návštěvě Kapilavatthu následujícího dne jeho otec, král Suddhódana, přijal Buddhu ve svém paláci. Všichni, kromě princezny Jasódhary, přišli, aby mu projevili úctu. Jasódhara doufala, že jestliže sama má nějaké ctnosti, Buddha sám za ní přijde; pak i ona mu projeví úctu. Tak se také stalo. Potom, kdy Buddha dojedl své jídlo, vstoupil do Jasódhařiny komnaty doprovázen dvěma žáky. Posadil se na připravené místo a vyzval Jasódharu, aby ho dle svého přání uctila. Jasódhara přistoupila k Buddhovi, objala jeho kotníky, položila hlavu na jeho chodidla a plakala, dokud neměl Buddha nohy smáčené slzami. Buddha a ani nikdo z přítomných se nepokoušel Jasódharu zastavit. Po chvíli, vyčerpaná pláčem, otřela si slzy a usedla uctivě opodál. Král Suddhódana poté upozornil Buddhu na její lásku a věrnost, kterou mu zachovávala, když šest let zápasil o dosažení probuzení. Buddha podotkl, že nejen v tomto životě, ale i v předchozím zrození ho milovala, byla mu věrná a oddaná.
Pět let poté, kdy Gautama Buddha dosáhl probuzení, realizoval jeho otec arahatství (nejvyšší stupeň probuzení) a v ten samý den zemřel. Královna a nevlastní matka Buddhy Mahápadžápati Gotamí a pět Sakjovských princezen, jejichž manželé se stali mnichy (následně po přednesu Mahásamaja sutty), vstoupily také do Buddhova mnišského řádu (viz mnišská sangha). V tu dobu se rovněž královna Jasódhara a princezna Džanapadakaljání staly buddhistickými mniškami (bhikkhuní) s Mahápadžápati Gotamí jako instruktorkou.
Jasódhaře bylo uděleno mnišské jméno Bhadhakaččáná. Usilovala o realizaci vhledu a v náležité době realizovala arahatství, nejhlubší stupeň probuzení.
Zemřela ve věku 78 let, dva roky před Buddhovou parinibbánou.

### Bhaddhakaččáná (Jasódhara) jako nejpřednější bhikkhuní
Bhaddhakaččáná, poté kdy dosáhla arahatství, byla nejdovednější ve vykonávání nadpřirozených schopností. Během jediného meditačního sezení a jediného zaměření pozornosti mysli (ávadždžana), si mohla rozpomenout na své předešlé existence až po asankheja (nespočet - číslovka nemající ekvivalent v češtině, údajně se jedná o 1014) a sto tisíc kapp (světový systém nebo eón - období od vzniku do zániku jednoho vesmíru). Jasódhara se brzy touto výjimečnou schopnosti proslavila mezi mniškami v Buddhově řádu. Později, při udělování titulů mniškám na shromáždění v klášteře Džétavana, Gótama Buddha prohlásil ohledně Jasódhary (Bhaddhakaččány):
„Bhikkhuové (mnichové), mezi mými bhikkhuní (mnišskými) žačkami, které jsou vybaveny obrovskými nadpřirozenými schopnostmi, bhikkhuní Bhaddhakaččáná je nejpřednější.“
V Buddhově řádu byli pouze čtyři mimořádní žáci, kteří byli vybavení obrovskými nadpřirozenými silami. Ti prý měli výjimečnou schopnost rozpomenout si na minulé životy až po nespočet a sto tisíc kapp, zatímco ostatní žáci (mající tuto schopnost) si mohou rozpomenout na své minulé životy pouze v rozmezí sto tisíc kapp. Těmito čtyřmi žáky byli dva nejpřednější žáci -Sáriputta a Mógallána, dále ctihodná Bákula a Bhaddhakaččáná.
Původní jméno bhikkhuní (mnišky) bylo Bhaddhakaččáná, ale kvůli svému zlatavému vzezření byla také známá jako Bhaddhakaňčáná.